# Болеслав I (князь Чехії)
Болесла́в I (чеськ. Boleslav I, бл. 910/915 — бл. 972) — князь богемський (935—972). Представник династії Пржемисловичів. Син богемського князя Вратислава I. Прізвисько — Жорсто́кий (чеськ. Ukrutný).

## Імена
- Болесла́в I (чеськ. Boleslav I) — у європейській історіографії з номером правителя.
- Болесла́в I Боге́мський — у західній історіографії за латинською назвою князівства.
- Болесла́в I Че́ський (чеськ. Boleslav I Český) — у чеській історіографії за чеською назвою князівства.
- Болесла́в Жорсто́кий (чеськ. Boleslav Ukrutný) — за прізвиськом.

## Біографія

### Молоді роки
Походив з династії Пржемисловичів. Син Вратислава I, князя Богемії, та Драгомири зі Стодору. Дитиною втратив батька. На відміну від старшого брата Вацлава, якого бабуся Людмила виховала в християнських традиціях, Болеслава ростила мати, яка походила з родини поган.
Тому Болеслав тяжів до традиційних язичницьких вірувань. Позиції язичництва при княжому дворі були ще дуже сильні. Багато наближених князя були незадоволені стрімкою християнізацією Чехії, тому вони згуртувалися навколо Болеслава і організували змову проти Вацлава. 28 вересня 935 року Вацлава I було вбито біля входу до церкви Болеславом і його підручними. За іншою версією, це відбулося під час бенкету.
Згідно з легендою, в цей день у Болеслава народився син, який отримав ім'я Страхквас, тобто «Страшний бенкет». Гнитючись докорами сумління від скоєного, Болеслав хрестив сина і дав обітницю віддати його для служіння Богу.

### Князювання

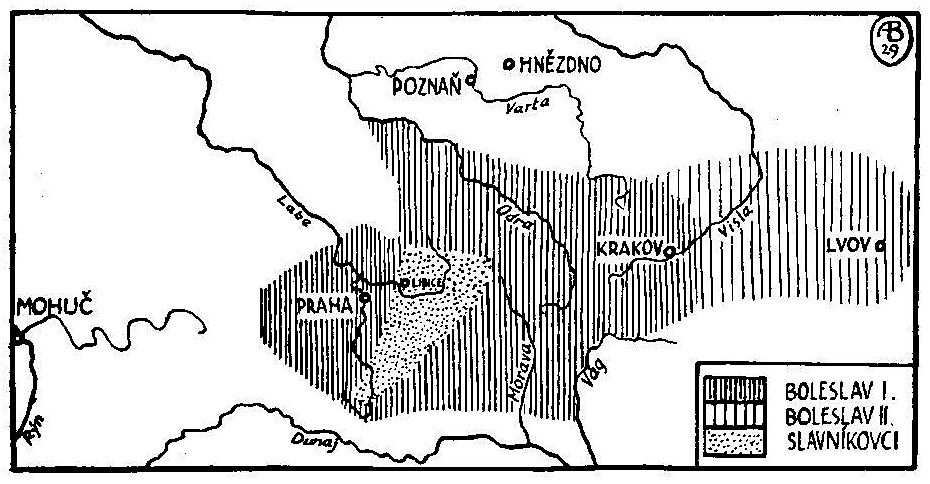
Володіння Болеслава I

Посівши трон, Болеслав I виявив політичний та дипломатичний хист. З самого початку відмовився сплачувати данину імперії. У 936 році завдав поразки німецьким військам з Тюрингії та Мерзебурга. Проте війна тривала. 946 року зазнав поразки, змушений був надати заручників імператорові. Втім, незабаром знову почав боротьбу проти імперії.
Зрештою, зазнав поразки у війні з імператором Оттоном I і визнав зверхність останнього у 950 році. Проте, невдовзі, знову відмовився від сплати данини Болеслав I, але 954 року вчергове скорився імператору. Разом з Оттоном I князь Богемії брав участь у битві на річці Лех в 955 році, де угорські племена зазнали нищівної поразки. Потім брав участь у поході Оттона I проти полабських слов'ян. З 955 року Болеслав I почав карбувати власну монету — празький динарій.
Після цього Болеслав I зміг приєднати Моравію, що раніше лежала в сфері впливу угорців, а, згодом, приєднав Сілезію, Малу Польщу, Червонку Русь, Західну Словаччину, тобто, майже всі землі, які колись входили до Великоморавської держави у кін. IX ст..
Переймаючись залежністю від імперії, Болеслав I шукав дружби сусідніх слов'янських володарів. У 964 році було укладено союз з польським князем Мешко I, який охрестився і був одружений з Дубравкою, дочкою Болеслава. Союз цей проіснував до кінця 980-х років і був дієвою зброєю в боротьбі з імперськими феодалами.
Розпочав послідовну централізаторську політику. На своїх землях князь Богемії почав створювати систему княжих градів-замків — Жатець, Старий Пльзенець, Седлець, Біліну, Літомнєржіце, Младий Болеслав, Коуржім, Прахень, Доублеби — як центрів адміністративних територій, що не збігалися з колишніми племінними князівствами. Також впровадив посаду каштеляна Празького замку. Зосереджуючи в своїх руках всю владу і обмежуючи свавілля воєвод, Болеслав I отримав прізвисько «Жорстокий».
Було впроваджено єдиний податок з громад і систему державних повинностей. Багато сприяв розвитку торгівлі, контролюючи шляхи із Західної Європи до Київської Русі. Зміг зосередити контроль над рабами, рідкісними товарами, кіньми.
З часом, Болеслав I також став переконаним християнином, будував монастирі, зміцнював церковну організацію, домагався створення Празького єпископства, але не встиг досягти цієї мети за свого життя.
У 967 році зробив сина Болеслава своїм співволодарем, ймовірно, з цього часу відійшов від справ. Помер близько 972 року.

## Сім'я
Дружина — Бягота.
Діти:
- Болеслав (932—999), князь Богемії у 972—999 роках
- Страхквас (935—996), Празький єпископ у під іменем Христіан
- Дубравка (д/н—977), дружина Мешко I, князя Польщі
- Млада (д/н—994), ігуменія монастиря Св. Георгія в Празькому граді